# Eparchia krasnosłobodska
Eparchia krasnosłobodska – jedna z eparchii Rosyjskiego Kościoła Prawosławnego z siedzibą w Krasnosłobodsku. Erygowana decyzją Świętego Synodu Rosyjskiego Kościoła Prawosławnego z 27 lipca 2011, poprzez wydzielenie z eparchii sarańskiej i mordowskiej. Jej pierwszym ordynariuszem został dotychczasowy wikariusz eparchii sarańskiej i mordowskiej biskup Klemens (Rodajkin).
Od października 2011 należy do metropolii mordowskiej.